# Хьерульф, Шарль
Шарль Хьерульф (22 марта 1858, Копенгаген — 22 августа 1919, Хельсингёр) — датский музыкальный критик и музыкальный писатель, музыкально-общественный деятель.

## Биография
Учился у А. Майера и Л. Розенфельда (пение), Ф. И. Виль-Ланге и Г. Больмана (музыкально-теоретические предметы в Копенгагене. С 1886 года до конца жизни сотрудничал в качестве музыкального критика в копенгагенской газете «Политикен». Выступления Хьерульфа в периодической печати оказали заметное влияние на развитие музыкальной жизни Копенгагена и способствовали формированию профессионального музыкально-общественной мысли Дании. Одновременно работал хоровым дирижёром и давал уроки музыки.

## Музыкально-общественная деятельность
Хьерульф участвовал в деятельности крупных датских музыкально-общественных организаций — Объединения датских музыкантов и Датского союза солистов.

## Творчество
Хьерульф является автором ряда музыкально-сценических произведений, в том числе оперетт «Новое платье короля», «Эликсир жизни». Известна музыка Хьерульфа к пьесе Х. Драхмана «Танец в Коллингхусе» (1896), среди прочего в творческом багаже имеются песни и романсы. Написал автобиографические романы «Зелёная молодость» в 1915 году, «Женатый и обзавёдшийся хозяйством» в 1917 году. В том же 1917 году написал биографию композитора Н. В. Гаде.